# West Milton (Wielka Brytania)
West Milton – wieś w Anglii, w hrabstwie Dorset. Leży 20 km na zachód od miasta Dorchester i 199 km na południowy zachód od Londynu.